# Biblioteka Przekładów z Literatury Antycznej
Biblioteka Przekładów z Literatury Antycznej – seria wydawnicza wydawana w latach 1957-1997 przez Zakład Narodowy im. Ossolińskich. Ukazywała się pod patronatem Komitetu Nauk o Kulturze Antycznej Polskiej Akademii Nauk.
Tomy z serii zawierają przekłady klasycznych dzieł literatury greckiej i rzymskiej. Były to zazwyczaj teksty, które dotychczas nie zostały przełożone na język polski. W poszczególnych tomach oprócz tekstu przekładu znajdują się erudycyjne wstępy, przypisy niezbędne do zrozumienia tekstu, mapki, indeksy oraz inne dodatki. Ostatnim redaktorem naczelnym serii był Jerzy Danielewicz. Łącznie ukazały się 33 tomy. 

## Tomy wydane w serii
- Appian z Aleksandrii, Historia rzymska, t. 1, przeł., oprac. i wstępem opatrzył Ludwik Piotrowicz, Wrocław: Zakład im. Ossolińskich Wydawnictwo PAN 1957.
- Appian z Aleksandrii, Historia rzymska, t. 2, przeł., oprac. i wstępem opatrzył Ludwik Piotrowicz, Wrocław : Zakład im. Ossolińskich Wydawnictwo PAN 1957.
- Polibiusz, Dzieje, t. 1, przeł. oprac. i wstępem opatrzył Seweryn Hammer, Wrocław : Zakład Narodowy im. Ossolińskich 1957.
- Polibiusz, Dzieje, t. 2, przeł. Seweryn Hammer i Mieczysław Brożek, przypisy Józef Wolski, Wrocław: Zakład Narodowy im. Ossolińskich Wydawnictwo PAN 1962.
- Ksenofont, Historia grecka, przeł. Witold Klinger, oprac. i wstępem opatrzył Józef Wolski, Wrocław: Zakład Narodowy im. Ossolińskich 1958.
- Tytus Lukrecjusz Karus, O rzeczywistości: ksiąg sześć, przetł. i wstęp Adam Krokiewicz, Wrocław: Zakład Narodowy im. Ossolińskich Wydawnictwo PAN 1958.
- Lukian, Dialogi, t. 1, przeł. Konstanty Bogucki, wstęp i komentarze Władysław Madyda, Wrocław: Zakład Narodowy im. Ossolińskich 1960.
- Lukian, Dialogi, t. 2, przeł. Michał Konstanty Bogucki, koment. Władysław Madyda, Wrocław: Zakład Narodowy im. Ossolińskich Wydawnictwo PAN 1962.
- Julian Apostata, Listy, przeł. Witold Klinger, wstęp i komentarz: Józef Wolski, Wrocław: Zakład Narodowy im. Ossolińskich Wydawnictwo PAN 1962.
- Herodian, Historia Cesarstwa Rzymskiego, przeł. i komentarzem opatrzył Ludwik Piotrowicz, wstęp Józef Wolski, Wrocław: Zakład Narodowy im. Ossolińskich Wydawnictwo PAN 1963.
- Flawiusz Arrian, Wyprawa Aleksandra Wielkiego, przeł. z grec. Helena Gesztoft-Gasztold, wstęp i koment. Józef Wolski, Wrocław: Zakład Narodowy im. Ossolińskich. Wydawnictwo PAN 1963.
- Lukian, Dialogi, t. 3, przeł. i komentarzem opatrzył Władysław Madyda, Wrocław: Zakład Narodowy im. Ossolińskich Wydawnictwo PAN 1966.
- Kasjusz Dion Kokcejan, Historia rzymska, t. 1, przeł. i oprac. Władysław Madyda, wstęp historyczny Iza Bieżuńska-Małowist, Wrocław: Zakład Narodowy im. Ossolińskich. Wydawnictwo PAN 1967.
- Tytus Liwiusz, Dzieje Rzymu od założenia miasta. Księgi 1/5, przeł. Andrzej Kościółek, oprac. Mieczysław Brożek, wstęp Józef Wolski, Wrocław: Zakład Narodowy im. Ossolińskich. Wydawnictwo PAN 1968.
- Anna Komnena, Aleksjada, t. 1, z grec. przeł., wstępem i przypisami opatrzył Oktawiusz Jurewicz, Wrocław: Zakład Narodowy im. Ossolińskich. Wydawnictwo PAN 1969.
- Wellejusz Paterkulus, Historia rzymska, przeł., wstępem i koment. opatrzył Edward Zwolski, Wrocław: Zakład Narodowy im. Ossolińskich 1970.
- Tytus Liwiusz, Dzieje Rzymu od założenia miasta. Księgi 6/10, przeł. Andrzej Kościółek, oprac. Mieczysław Brożek, koment. M. Brożek, Józef Wolski, Wrocław: Zakład Narodowy im. Ossolińskich Wydawnictwo PAN 1971.
- Gajus Salustiusz Krispus, Sprzysiężenie Katyliny i Wojna z Jugurtą, przeł. i wstępem opatrzył Kazimierz Kumaniecki, Wrocław: Zakład Narodowy im. Ossolińskich Wydawnictwo PAN 1971.
- Anna Komnena, Aleksjada, t. 2, z grec. przeł., przypisami opatrzył Oktawiusz Jurewicz, Wrocław: Zakład Narodowy im. Ossolińskich Wydawnictwo PAN 1972.
- Tytus Liwiusz, Dzieje Rzymu od założenia miasta, przeł. i oprac. Mieczysław Brożek, koment. M. Brożek, Józef Wolski, Wrocław: Zakład Narodowy im. Ossolińskich. Wydaw. PAN 1974.
- Lucjusz Anneusz Florus, Zarys dziejów rzymskich, przeł., wstępem i koment. opatrzył Ignacy Lewandowski, Wrocław: Zakład Narodowy im. Ossolińskich. Wydaw. PAN 1973.
- Nikefor Bryennios, Materiały historyczne, z grec. przeł., wstępem i komentarzem opatrzył Oktawiusz Jurewicz, Wrocław: Zakład Narodowy im. Ossolińskich. Wydaw. PAN 1974.
- Tytus Liwiusz, Dzieje Rzymu od założenia miasta. Księgi 28/34, przeł. z łac. i oprac. Mieczysław Brożek, koment. M. Brożek, Józef Wolski, Wrocław: Zakład Narodowy im. Ossolińskich 1976.
- Tytus Liwiusz, Dzieje Rzymu od założenia miasta. Księgi 35/40, przeł. z łac. i oprac. Mieczysław Brożek, koment. M. Brożek, Józef Wolski, Wrocław: Zakład Narodowy im. Ossolińskich 1981.
- Tytus Liwiusz, Dzieje Rzymu od założenia miasta, Księgi 41/45: Periochy (streszczenia) ksiąg 46-142, przeł. z łac. Mieczysław Brożek, Wrocław: Zakład Narodowy im. Ossolińskich 1982.
- Michał Psellos, Kronika czyli Historia jednego stulecia Bizancjum (976-1077), z grec. przeł., wstępem i komentarzem opatrzył Oktawiusz Jurewicz, Wrocław: Zakład Narodowy im. Ossolińskich 1985.
- Marek Terencjusz Warron, O gospodarstwie rolnym, z łac. przeł., wstępem i komentarzem opatrzył Ireneusz Mikołajczyk, Wrocław: Zakład Narodowy im. Ossolińskich 1991.
- Lucjusz Juniusz Moderatus Kolumella, O rolnictwie, t.1: Księgi I -VI, z łac. przeł., wstępem i komentarzem opatrzył Ireneusz Mikołajczyk, Wrocław: Zakład Narodowy im. Ossolińskich 1991.
- Platon, Kratylos, z grec. przeł. i komentarzem opatrzył Witold Stefański, wstęp Krystyna Tuszyńska-Maciejewska, Wrocław: Zakład Narodowy im. Ossolińskich 1990.
- Platon, Meneksenos, z grec. przeł., słowem wstępnym i komentarzem opatrzyła Krystyna Tuszyńska-Maciejewska, Wrocław: Zakład Narodowy imienia Ossolińskich 1994.
- Stacjusz (Publius Papinius Statius), Sylwy, z jęz. łac. przeł. i komentarzem opatrzył Mieczysław Brożek, Wrocław: Zakład Narodowy im. Ossolińskich 1996.
- Plutarch z Cheronei, Żywoty sławnych mężów (z żywotów równoległych), z jęz grec. przeł. i komentarzem opatrzył Mieczysław Brożek, Wrocław: Zakład Narodowy im. Ossolińskich 1996.